# Помаретто
Помаретто (итал. Pomaretto) — коммуна в Италии, располагается в регионе Пьемонт, в провинции Турин.
Население составляет 1085 человек (2008 г.), плотность населения составляет 136 чел./км². Занимает площадь 8 км². Почтовый индекс — 10063. Телефонный код — 0121.
Покровителем коммуны почитается святитель Николай Мирликийский, чудотворец, празднование 6 декабря.

## Демография
Динамика населения:

## Администрация коммуны
- Официальный сайт: http://www.comune.pomaretto.to.it/